# The Sacrament
"The Sacrament" é uma canção escrita por Ville Valo, gravada pela banda HIM.
É o terceiro single do quarto álbum de estúdio lançado a 14 de Abril de 2003, Love Metal.

## Paradas
| Paradas                     | Posições |
| --------------------------- | -------- |
| Finlândia - Mitä hittiä     | 4        |
| Áustria - Ö3 Austria Top 40 | 47       |